# Heeze-Leende
Heeze-Leende (phát âmⓘ) là một đô thị ở phía nam Hà Lan, gần Eindhoven. Đô thị này có lâu đài Heeze ("Kasteel Heeze").

## Các trung tâm dân cư
- Heeze
- Leende
- Sterksel